# Venceslas de Krosno
Venceslas de Krosno (polonais : Wacław krośnieński; né vers 1391/1397 – mort avant le 4 février 1431), fut duc de Żagań-Głogów entre 1397 et 1412, conjointement avec ses frères, puis entre 1412 et 1417 il règne sur Głogów avec ses frères comme corégents, à partir de 1417 il règne sur Krosno Odrzańskie, Świebodzin et Bytnica.

## Biographie
Venceslas est le 4e fils de Henri VIII le Moineau, duc de Głogów et de son épouse Catherine fille de Ladislas II d'Opole.
Après la mort de son père en 1397, Venceslas et ses frères ainés lui succèdent conjointement comme corégents, mais ils sont sous la garde de leur mère  qui établit sa résidence à Kożuchów, qui avec Zielona Góra, constituent son douaire ou Oprawa wdowia. Le régent officiel du duché et tuteur des jeunes princes est Robert Ier de  Legnica jusqu'en 1401, lorsque l'ainé des frères de Venceslas Jean Ier atteint sa majorité et assume lui-même le gouvernement du duché et la garde de ses jeunes frères.
En 1412 lors de la division de leur duché : Jean Ier conserve  Żagań et Venceslas, conjointement avec ses frères Henri IX l'Ancien et Henri X Rumpold obtiennent Głogów comme corégents. En 1417 un nouveau partage intervient entre eux: Henri IX l'Ancien et Henri X Rumpold  reçoivent  Głogów et Szprotawa, alors que  Venceslas obtient les cités de  Krosno Odrzańskie, Świebodzin and Bytnica.
Venceslas est un vassal de Sigismond de Luxembourg, il participe à son couronnement comme roi de Bohême à Prague le 28 juillet 1420, et prend part trois ans plus tard à l'assemblée de Bratislava en Haute-Hongrie, l'actuelle Slovaquie et enfin à la guerre contre les Hussites. Venceslas meurt entre le 1er juin 1430 et le 4 février 1431, accidentellement en manipulant lui-même sans précaution une arme à feu. Il disparait célibataire et sans enfant, dans ce contexte l'ensemble de ses possessions reviennent à son frère Henri IX.

## Sources
- (en) Cet article est partiellement ou en totalité issu de l’article de Wikipédia en anglais intitulé « Wenceslaus of Krosno » (voir la liste des auteurs), édition du 13 septembre 2014.
- (de) Europäische Stammtafeln Vittorio Klostermann, Gmbh, Francfort-sur-le-Main, 2004  (ISBN 3465032926),  Die Herzoge von Glogau †1476, und Sagan †1504 des Stammes der Piasten  Volume III Tafel 13.
- (de) Historische Kommission für Schlesien (Hrsg.): Geschichte Schlesiens, Bd. 1, Sigmaringen 1988,  (ISBN 3-7995-6341-5),p. 183, 188 et 197.
- (de) Hugo Weczerka (Hrsg.): Handbuch der historischen Stätten. Schlesien. Kröner, Stuttgart 1977,  (ISBN 3-520-31601-3), Tableau généalogique  p. 594–595.